# Polybasite
La polybasite est un minéral de la classe des sulfosels qui appartient au groupe de la pearcéite. Elle est nommée d'après le grec polis, 'beaucoup', et basis, 'base', en référence aux nombreux éléments présents dans sa formule.

## Caractéristiques
La polybasite est un sulfosel complexe de cuivre et d'argent. Elle est soluble dans l'HNO3. Elle cristallise dans le système monoclinique et se trouve généralement sous forme de cristaux ou d'agrégats granulaires compacts. Elle forme une série de solution solide avec la pearcéite, dans laquelle le remplacement progressif de l'antimoine par l'arsenic va donner les différents minéraux de la série. Elle est également isostructurelle avec cette espèce. En plus des éléments de sa formule, [(Ag, Cu)6(Sb,As)2S7][Ag9CuS4], elle peut contenir comme impuretés du fer. Elle s'extrait dans les mines et est utilisée comme un minerai important d'antimoine, d'argent et d'arsenic.

## Formation et gisements
Elle s'est formée par altération hydrothermale à basse et moyenne température dans les veines de minéraux d'argent. Elle est généralement associée à d'autres minéraux tels que la pyrargyrite, la tétraédrite, la stéphanite, d'autres sulfosels d'argent, l'acanthite, l'or, le quartz, la calcite, la dolomite et la baryte.